# Tamdakht (Meteorit)
Koordinaten: 31° 9′ 48″ N, 7° 0′ 54″ W

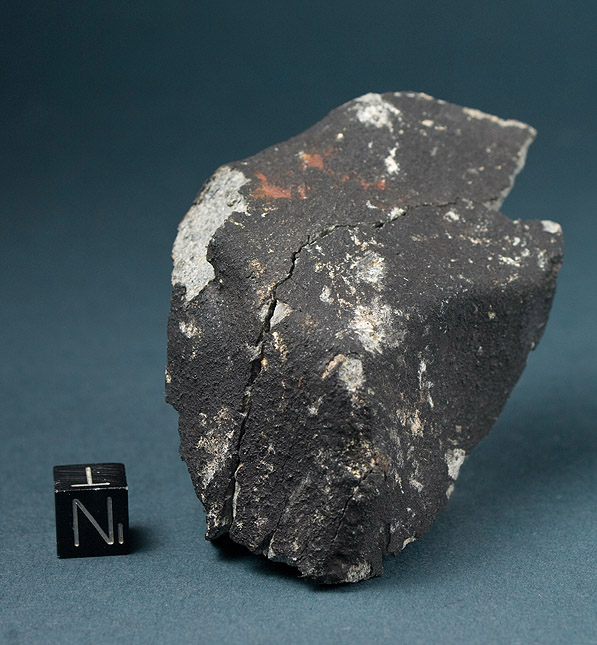
208 g schweres Tamdakht-Meteoritenfragment mit deutlichen Aufschlagspuren

Tamdakht ist ein beobachteter Meteoritenfall vom 20. Dezember 2008, 22:37 Uhr Ortszeit nördlich der gleichnamigen Ortschaft Tamdakht in der Provinz Ouarzazate in Marokko, etwa 30 Kilometer nordwestlich der Provinzhauptstadt Ouarzazate.

## Meteoritenfall
Der Meteoritenfall wurde zunächst in Form eines gleißenden Feuerballes wahrgenommen, der, von Westen nach Osten fliegend, in weiten Teilen Zentralmarokkos und des Hohen Atlas von hunderten Augenzeugen gesehen wurde. Zeugen nahe dem Absturzgebiet berichteten von Donnergrollen, Schockwellen und Explosionsgeräuschen. Die marokkanische Zeitung Al Masah zitierte in ihrer Ausgabe vom 27. Dezember 2008 Augenzeugen aus dem Hohen Atlas nahe Ouazarzate, die von einem Zittern der Erde und einer taghellen Lichterscheinung berichteten. Zunächst wurde in den örtlichen Medien über einen Flugzeug- oder Raketenabsturz spekuliert, spätestens mit den ersten Funden setzte sich jedoch die Erklärung des Phänomens als Meteoritenfall durch.

## Funde von Meteoritenbruchstücken
Der Tamdakht-Meteorit hat sich während des Atmosphärenfluges mehrfach in kleinere Bruchstücke zerlegt, die in einer Streuellipse von rund 16 km Länge in unwegsamem Berggelände im Vorgebirge des Hohen Atlas niedergingen. Rund zwei Wochen nach dem Fall machten einheimische Beduinen die ersten Meteoritenfunde. Deren über die Messung der kurzlebigen Radionuklide festgestellte irdische Verweildauer (terrestrial residence time) entsprach exakt dem Datum der beobachteten Licht- und Schallerscheinungen.
Der Großteil der geborgenen Meteoriten war beim Aufschlag auf grobes Geröll und Felsvorsprünge in zahllose Bruchstücke zerbrochen, so unter anderem ein rund 30 kg schweres Fragment, das im Oued Aachir eine Aufschlagmulde mit einem Durchmesser von 110 cm und 70 cm Tiefe zurückließ. Nur wenige, vollständig mit Schmelzkruste bedeckte Individuen konnten gefunden werden. Die Mehrzahl der vollständig erhaltenen Tamdakht-Meteoriten stammt vom westlichen Ende des Streufeldes nahe dem Dorf Anakhsa.

## Tamdakht und andere Meteoritenfälle in Marokko
Mit einer Streufeldlänge von mindestens 16 km und einer Breite von mindestens 4,5 km ist der Meteoritenschauer von Tamdakht der bisher bedeutendste Meteoritenfall in Marokko. Bis 2008 waren in Marokko nur vier beobachtete Fälle registriert: Douar Mghila (1932), Oued el Hadjar (1986), Bensour (2002) und Benguerir (2004). Bei allen handelte es sich um LL6-Chondrite. Mit einer Fundmenge von bisher rund 100 kg ist Tamdakht zweifelsfrei auch der größte marokkanische Meteoritenfall, der in historischer Zeit beobachtet wurde.
Am 26. Februar 2009 wurde in der Datenbank des Meteoritical Bulletin der Meteoritical Society die endgültige Einstufung des Meteoriten publiziert. Tamdakht ist ein gewöhnlicher Chondrit (H5) mit einem Schockgrad von S3 und einem Verwitterungsgrad von W0.